# Funzione di matrice
In algebra lineare si può estendere il concetto di funzione alle matrici quadrate di qualsiasi ordine n attraverso l'associazione di una serie di Maclaurin ad ogni funzione, riducendola a una somma infinita di potenze di matrici:
{\displaystyle f(A)=\sum _{k=0}^{\infty }{\frac {f^{(k)}(0)}{k!}}A^{k}.}
Da cui risulta già chiaro che una funzione di matrice quadrata è una matrice dello stesso ordine i cui elementi sono costituiti da una combinazione lineare della funzione degli elementi della matrice di partenza, mentre in generale non risultano semplicemente le funzioni dell'elemento corrispondente della matrice di partenza. Le funzioni di matrice sono impiegate in particolare per risolvere i sistemi differenziali, di cui i più semplici sono i sistemi differenziali del prim'ordine, nella cui soluzione compare in particolare la matrice esponenziale e la matrice potenza.

## Limitazione della serie
Grazie al teorema di Hamilton-Cayley nella forma:
{\displaystyle A^{n}=-\sum _{k=0}^{n-1}\alpha _{k}A^{k},}
si può ridurre la procedura dal calcolo delle potenze di matrice da quello infinito fornito dalla definizione a quello di {\displaystyle n-2} potenze (l'identità e la matrice stessa banalmente non si calcolano), pur complicandone i coefficienti: moltiplicando più volte a destra e a sinistra del segno di uguale per la matrice {\displaystyle A}, è facile verificare che ogni potenza {\displaystyle A^{n+k}} può essere espressa come combinazione lineare delle sole prime {\displaystyle n-1} matrici.
{\displaystyle f(A)=\sum _{k=0}^{n-1}\alpha _{k}A^{k}.}

## Individuazione dei coefficienti della serie finita
Si può osservare che ciascun autovalore {\displaystyle \lambda _{j}} della matrice di partenza {\displaystyle A} annulla, per definizione, il polinomio caratteristico, quindi analogamente a quanto avviene per la matrice:
{\displaystyle f(\lambda _{j})=\sum _{k=0}^{n-1}\alpha _{k}\lambda _{j}^{k},}
Quindi scrivendo questa relazione per ciascun autovalore si ottiene un sistema lineare la cui matrice è quadrata di tipo Vandermonde di {\displaystyle n-1} righe e {\displaystyle n-1} colonne, che però non è invertibile quando esistono {\displaystyle h<n} autovalori distinti perché alcuni hanno molteplicità {\displaystyle n_{j}>1} con {\displaystyle \sum _{j=1}^{h}n_{j}=n}, in quanto le righe corrispondenti risultano ripetute:
{\displaystyle ([(\lambda _{j}^{k})]^{T})(\alpha _{k})=(f(\lambda _{j})),\qquad 0\leq k\leq n-1,\,1\leq j\leq h.}
Si ricorre quindi al metodo dell'interpolazione polinomiale per vincolare sufficientemente il sistema, ricorrendo alle derivate successive fino alla {\displaystyle (n_{j}-1)}-esima:
{\displaystyle (\alpha _{k})=([(\lambda _{j}^{k})^{(i)}]^{T})^{-1}\,(f^{(i)}(\lambda _{j})),\qquad 0\leq k\leq n-1,\,1\leq j\leq h,\,0\leq i\leq n_{j}-1.}
Questa è una matrice invertibile di {\displaystyle n-1} righe e {\displaystyle n-1} colonne che definisce univocamente i coefficienti e ne permette il calcolo. Per maggiore semplicità di comprensione se ne dà la forma espansa:
{\displaystyle {\begin{bmatrix}\alpha _{0}\\\alpha _{1}\\...\\...\\...\\\alpha _{n-1}\end{bmatrix}}={\begin{bmatrix}1&\lambda _{1}&\lambda _{1}^{2}&...&\lambda _{1}^{n-1}\\0&1&2\lambda _{1}&...&(n-1)\lambda _{1}^{n-2}\\...&...&...&...&...\\0&0&0&...&{\frac {(n-1)!}{(n-n_{1})!}}\lambda _{1}^{n-n_{1}}\\1&\lambda _{2}&\lambda _{2}^{2}&...&\lambda _{2}^{n-1}\\0&1&2\lambda _{2}&...&(n-1)\lambda _{2}^{n-2}\\...&...&...&...&...\\0&0&0&...&{\frac {(n-1)!}{(n-n_{2})!}}\lambda _{1}^{n-n_{2}}\\...&...&...&...&...\\1&\lambda _{h}&\lambda _{h}^{2}&...&\lambda _{h}^{n-1}\\0&1&2\lambda _{h}&...&(n-1)\lambda _{h}^{n-2}\\...&...&...&...&...\\0&0&0&...&{\frac {(n-1)!}{(n-n_{h})!}}\lambda _{1}^{n-n_{h}}\\\end{bmatrix}}^{-1}{\begin{bmatrix}f(\lambda _{1})\\f^{(1)}(\lambda _{1})\\...\\f^{(n_{1}-1)}(\lambda _{1})\\f(\lambda _{2})\\f^{(1)}(\lambda _{2})\\...\\f^{(n_{2}-1)}(\lambda _{2})\\...\\f(\lambda _{h})\\f^{(1)}(\lambda _{h})\\...\\f^{(n_{h}-1)}(\lambda _{h})\\\end{bmatrix}}.}

## Procedura
In base alle considerazioni fatte, il calcolo di una funzione di matrice si compone dei seguenti sei passaggi elementari:
- individuazione della serie di MacLaurin associata alla funzione;
- calcolo degli autovalori della matrice originaria;
- calcolo della funzione di questi autovalori, e nel caso di autovalori con molteplicità nj dei valori assunti anche dalle derivate fino alla {\displaystyle n_{j}}-esima compresa;
- calcolo dei coefficienti delle potenze come soluzione del sistema lineare di Vandermonde non omogeneo di cui sopra;
- calcolo delle potenze della matrice originaria come prodotto o molto più velocemente sfruttando il teorema di Hamilton-Cayley;
- calcolo della combinazione lineare di queste potenze con i coefficienti già calcolati.

### Esempio applicativo
Si voglia calcolare il seno di matrice:
{\displaystyle \sin {\begin{bmatrix}\pi &0\\{\frac {\pi }{4}}&{\frac {\pi }{2}}\end{bmatrix}}=\sum _{n=0}^{\infty }{\frac {(-1)^{n}{\begin{bmatrix}\pi &0\\{\frac {\pi }{4}}&{\frac {\pi }{2}}\end{bmatrix}}^{2n+1}}{(2n+1)!}}.}
Gli autovalori risultano essere {\displaystyle \lambda _{1}=\pi } con molteplicità {\displaystyle n_{1}=1} e {\displaystyle \lambda _{2}=-\pi /2} con molteplicità {\displaystyle n_{2}=1} perciò i coefficienti sono:
{\displaystyle {\begin{bmatrix}\alpha _{0}\\\alpha _{1}\end{bmatrix}}={\begin{bmatrix}1&\pi \\1&-{\frac {\pi }{2}}\end{bmatrix}}^{-1}{\begin{bmatrix}\mathrm {\sin } \pi \\\mathrm {\sin(} -{\frac {\pi }{2}})\end{bmatrix}}={\begin{bmatrix}2\\-{\frac {2}{\pi }}\end{bmatrix}},}
perciò risulta che:
{\displaystyle \sin {\begin{bmatrix}\pi &0\\{\frac {\pi }{4}}&{\frac {\pi }{2}}\end{bmatrix}}=2{\begin{bmatrix}1&0\\0&1\end{bmatrix}}-{\frac {2}{\pi }}{\begin{bmatrix}\pi &0\\{\frac {\pi }{4}}&{\frac {\pi }{2}}\end{bmatrix}}={\begin{bmatrix}0&0\\-{\frac {1}{2}}&1\end{bmatrix}}.}

## Potenza di matrice
Anche la potenza di matrice necessaria per il calcolo di qualsiasi altra funzione diventa ottenibile molto più velocemente in base alle considerazioni precedenti, tanto più quanto minore è l'ordine della matrice {\displaystyle n} rispetto all'esponente {\displaystyle x}, e in generale risulta conveniente rispetto allo svolgimento di tutte le semplici moltiplicazioni necessarie quando {\displaystyle n<x+1}.
In realtà per esponente intero risulta ancora di gran lunga più veloce sfruttare direttamente il teorema di Hamilton-Cayley; tuttavia questo sistema permette di generalizzare la definizione di potenza fino ad ammettere un esponente complesso:
{\displaystyle A^{x}=\sum _{k=0}^{n-1}\alpha _{k}A^{k},}
dove in questo caso i coefficienti risultano:
{\displaystyle (\alpha _{k})=([(\lambda _{j}^{k})^{(i)}]^{T})^{-1}\,(\prod _{m=x-i+1}^{x}m\,\lambda _{j}^{x-i}),\qquad 0\leq k\leq n-1,\,1\leq j\leq h,\,0\leq i\leq n_{j}-1.}
Per esempio si voglia calcolare:
{\displaystyle {\begin{bmatrix}1&1\\0&1\end{bmatrix}}^{x},}
poiché l'autovalore {\displaystyle \lambda _{1}=1} ha molteplicità {\displaystyle n_{1}=2}, la matrice di Vandermonde risulta coincidere con la matrice originaria:
{\displaystyle {\begin{bmatrix}\alpha _{0}\\\alpha _{1}\end{bmatrix}}={\begin{bmatrix}1&\lambda _{1}\\0&1\end{bmatrix}}^{-1}{\begin{bmatrix}\lambda _{1}^{x}\\x\lambda _{1}^{x-1}\end{bmatrix}}={\begin{bmatrix}1-x\\x\end{bmatrix}}}
e quindi:
{\displaystyle {\begin{bmatrix}1&1\\0&1\end{bmatrix}}^{x}={\begin{bmatrix}1&x\\0&1\end{bmatrix}}.}
Per cui per esempio possiamo ammettere senza difficoltà che:
{\displaystyle {\begin{bmatrix}1&1\\0&1\end{bmatrix}}^{\pi }={\begin{bmatrix}1&\pi \\0&1\end{bmatrix}}.}